# Comanthus novaezealandiae
Comanthus novaezealandiae är en sjöliljeart som beskrevs av A.H. Clark 1931. Comanthus novaezealandiae ingår i släktet Comanthus och familjen Comasteridae. Inga underarter finns listade i Catalogue of Life.